# Wilhelm Hasse
Pour les articles homonymes, voir Hasse.
Wilhelm Otto Oswald Hasse (24 novembre 1894 à Neisse – 21 mai 1945 à Písek) est un General der Infanterie allemand qui a servi au sein de la Heer dans la Wehrmacht pendant la Seconde Guerre mondiale.
Il a reçu la croix de chevalier de la croix de fer avec feuilles de chêne, attribuée pour récompenser un acte d'une extrême bravoure sur le champ de bataille ou un commandement militaire avec succès.

## Biographie
Hasse s'engage le 6 octobre 1913 en tant que porte-drapeau dans le 86e régiment de fusiliers (de) de l'armée prussienne. Le 1er juillet 1914, il est affecté à l'école de guerre de Cassel pour y suivre une formation.
Wilhelm Hasse est blessé en mai 1945 et est capturé par les troupes soviétiques. Il meurt de ses blessures en captivité le 21 mai 1945.

## Décorations
- Croix de fer (1914)
  - 2e classe (17 septembre 1914)
  - 1re classe (21 avril 1915)
- Croix de chevalier de l'ordre de Hohenzollern avec Glaives
- Croix hanséatique de Hambourg
- Insigne des blessés (1914)
  - en noir
- Croix d'honneur
- Agrafe de la croix de fer (1939)
  - 2e classe (11 septembre 1939)
  - 1re classe (2 octobre 1939)
- Ordre de la Croix de la Liberté 1re classe avec glaives
- Médaille du front de l'Est
- Croix allemande en or (26 janvier 1942)
- Croix de chevalier de la croix de fer avec feuilles de chêne
  - Croix de chevalier le 12 août 1944 en tant que Generalleutnant et commandant de la 30. Infanterie-Division[1]
  - 698e feuilles de chêne le 14 janvier 1945 en tant que General der Infanterie et commandant du II. Armeekorps[2]
- Ärmelband "Kurland"